# アルジャーノン・パーシー (第4代ノーサンバーランド公爵)

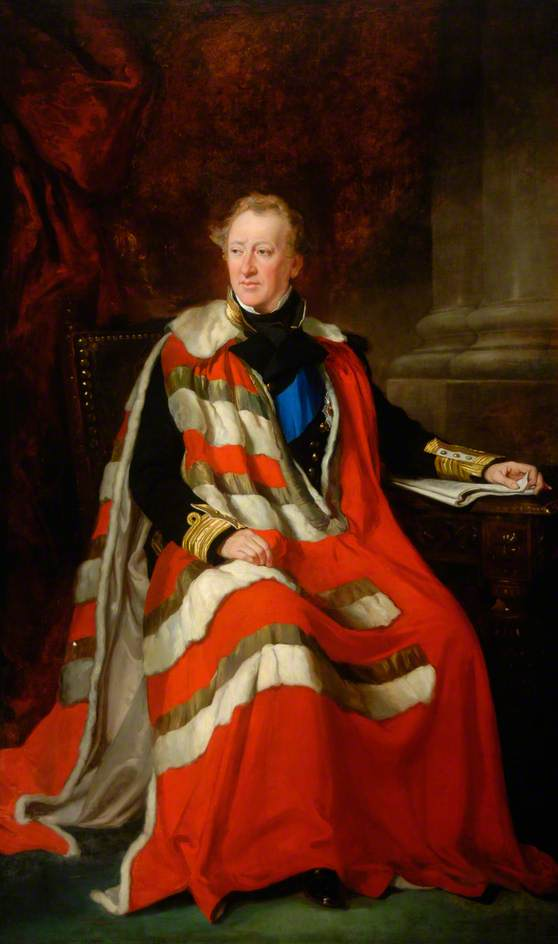
サー・フランシス・グラントによる肖像画、1858年。

第4代ノーサンバーランド公爵アルジャーノン・パーシー（Algernon Percy, 4th Duke of Northumberland KG PC FRS FSA FRGS FRAS、1792年12月19日 – 1865年2月12日）は、イギリスの貴族、イギリス海軍の軍人。公爵としての財力をもって辞書学者エドワード・ウィリアム・レーンの『アラビア語・英語辞典』編纂、天文学者ジョン・ハーシェルのケープ植民地遠征、救難艇の実用化などに出資し、王立協会、ロンドン考古協会をはじめとする学会会員に選出された。
軍人としてはナポレオン戦争中にヨーロッパ各地を転々としたが、1815年の終戦によりわずか23歳で予備役になった。政治家としては1852年に保守党内閣である第一次ダービー伯爵内閣で海軍大臣を務めたが、内閣は1年足らずで倒れ、公爵も党派政治に嫌気が差し、以降二度と官職に就任しなかった。
1816年に叙爵されるまでアルジャーノン・パーシー卿（Lord Algernon Percy）の儀礼称号を使用した。

## 生涯

### 生い立ち
第2代ノーサンバーランド公爵ヒュー・パーシーと2人目の妻フランシス・ジュリア（1752年12月21日 – 1820年4月28日、ピーター・バレルの娘）の三男として、1792年12月19日にロンドンのサイオン・ハウスで生まれ、1793年1月15日にセント・マーティン・イン・ザ・フィールズで洗礼を受けた。長兄ヒューはのちに第3代ノーサンバーランド公爵となる政治家で、次兄ヘンリーは1794年に7歳で早世した。

### 海軍にて
1802年から1805年までイートン・カレッジで教育を受けた後、1805年5月3日に12歳でイギリス海軍に入った。最初は志願兵（first-class volunteer）としてフリゲートのトリビューン号（HMS Tribune）に配属されたが、同年9月に海尉候補生（midshipman）として74門戦列艦フェイムに転じた。トリビューン、フェイム配属中はシェトランド諸島、ロシュフォール、カディス、地中海などヨーロッパ各地を転々とし、1810年にフリゲートのハイドラに転じてアンダルシア州の沖の軍事行動に参加した。1811年1月にスヘルデ川沖に転じ、さらにエドワード・ペリュー配下の120門戦列艦カレドニアに転じ、地中海で活動した。その後、同年12月16日の辞令により大尉に昇進した。

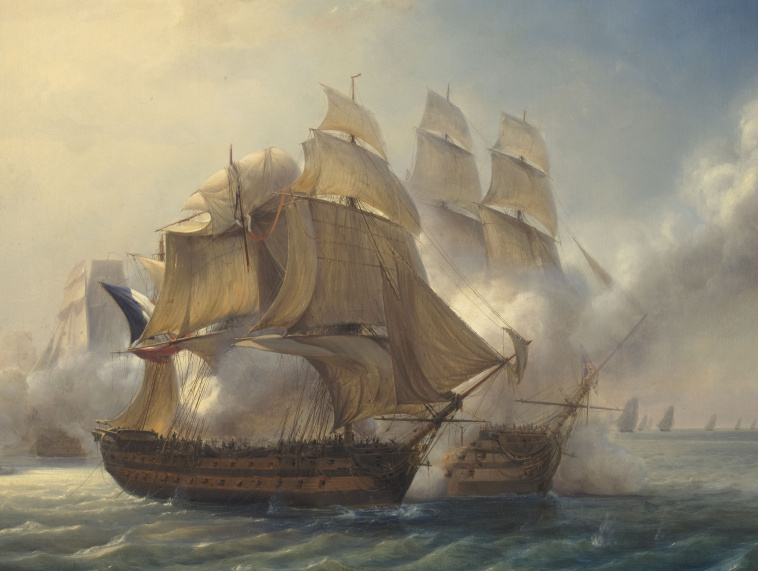
トゥーロン沖の海戦。ピエール＝ジュリアン・ジルベール画、1837年。

大尉時代にはスループのスカウト、ペロラス、そして前述の戦列艦カレドニアの艦長を務めたことがあり、特にカレドニアではトゥーロン沖でのフランス船との海戦に参戦した。1814年3月18日に中佐に昇進した後、同年のジェノヴァ包囲戦を見届けた。その後、北米で22門艦コサックの艦長代理を務めたのち、スループのドライバー号（HMS Driver）に転じてポーツマス駐留となり、1815年8月19日に海軍大佐に昇進した。
ナポレオン戦争終結とともに半給となり、以降二度と軍務につくことはなかった。こうして、パーシーの軍歴はわずか23歳で終わったが、以降も予備役ながら昇進を繰り返し、1850年11月11日に青色少将、1857年7月16日に中将、1862年10月13日に大将に昇進した。
1816年11月27日、連合王国貴族であるノーサンバーランド州におけるプラダ城のプラダ男爵（Baron Prudhoe）に叙された。『バーク貴族名鑑』ではこれを「傑出した軍歴」によると評価したが、『オックスフォード英国人名事典』はこれをただのおべっかであるとこき下ろし、叙爵が父の財産と地位によるとした。

### 東方へ
1818年4月9日、王立協会フェローに選出された。1823年4月10日、ロンドン考古協会フェローに選出された。王立地理学会では1830年に創設されたときより会員の1人であり、王立天文学会フェローにも選出され、大英博物館理事を務めた。

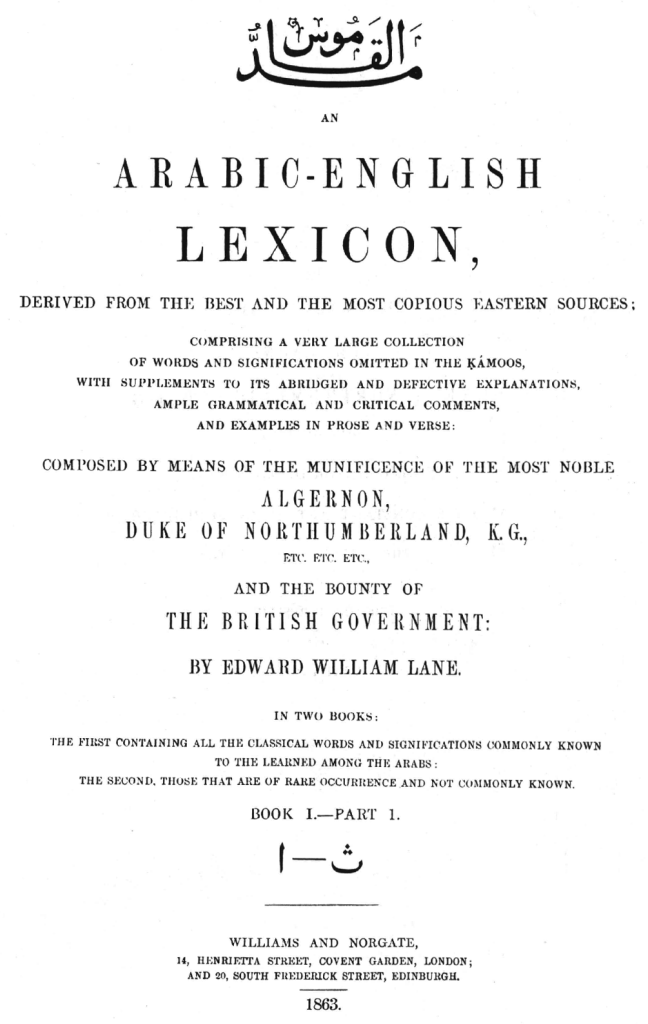
『アラビア語・英語辞典』第1巻の表紙。「最も高貴なるノーサンバーランド公爵アルジャーノン等々の気前のよさにより成り立つ」と書かれている。

1820年代から1830年代にかけて度々アフリカを旅し、1826年にはエジプトの遺跡を探検し、邸宅アニック・カースルに多くのエジプト骨董品をもたらした。この探検において、パーシーはカイロで辞書学者エドワード・ウィリアム・レーンに出会って友人になり、1842年にはレーンに対し、エジプトでの資料収集を提案して出資した。『アラビア語・英語辞典』編纂を目的とする資料収集であり、パーシーは以降1865年に死去するまで編纂と出版の費用をすべて負担した。1863年に出版された第1巻は公爵となったパーシーに献呈され、その死後は公爵夫人が引き継ぎ、レーンの死去から16年後の1892年に最終巻が出版された。
北極探検家で元海軍軍人のサー・ジョン・フランクリンの友人であり、フランクリンは1826年にアラスカ州北海岸のプルドー湾（Prudhoe Bay）をプラダ男爵に因んで名付けた。フランクリンは後年探検中に死亡したが、パーシーは海軍大臣在任中にフランクリンら行方不明の探検家の捜索を支援した。
1834年に天文学者ジョン・ハーシェルが南天の天体観測を目指してケープ植民地に遠征したとき、パーシーはハーシェルを援助したうえ、その遠征に同行までした。この功績により、パーシーは1841年6月15日にオックスフォード大学よりD.C.L.の名誉学位を授与された。パーシーは以降も天文学への興味を持ち、1847年にはハーシェルの『喜望峰でなされた天文学的観測の結果』の出版費用を負担した。
1835年春学期に書類上ケンブリッジ大学セント・ジョンズ・カレッジに入学、同年7月6日にLL.D.の名誉学位を授与された。1842年から1865年に死去するまで王立研究所総裁を務めた。

### 公爵として

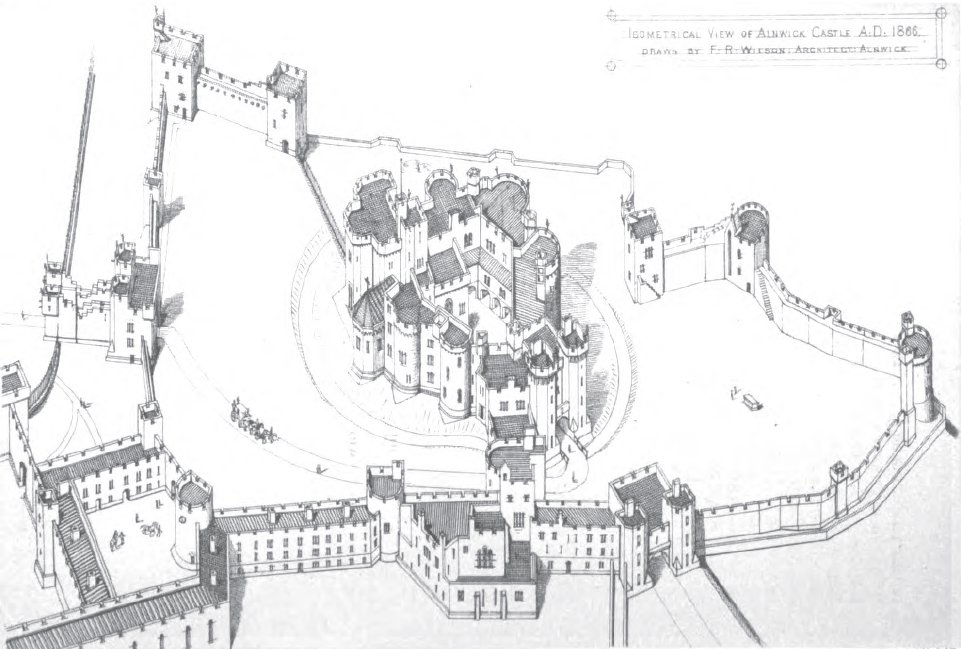
アニック・カースルの等角図、1866年。

1847年2月11日に兄ヒューが死去すると、ノーサンバーランド公爵位を継承、同年6月10日にノーサンバーランド公爵として貴族院議員に就任した。同年から1848年まで王立協会の副会長を務めた。
公爵となったパーシーは自身の多額の収入のうち、32万ポンドをアニック・カースルの再建（アンソニー・サルヴィン設計）につぎ込み、多くの絵画や骨董品を蒐集した。これによりアニック・カースルは公爵が客人をもてなす場となり、そのコレクションの豊富さは『英国人名事典』で「封建的とさえ思わせる立派さ」（almost feudal in its stately profusion）と評された。アニック・カースルの再建がすべて完成するのは公爵が亡くなる1865年のことだったが、『オックスフォード英国人名事典』は「長期的に見て、この領地への贅沢がパーシー家にもっとも価値の高い、長続きする資産をもたらした」と高く評価した。もっとも、公爵夫婦はスミソン家由来の邸宅スタンウィック・ホールでより質素に住むことを好み、さらに毎年数か月はキールダー・カースルに住んだ。キールダー・カースルはさらに小さく、ダイニングルームが居間を兼ねるほどであり、夫婦はそこで一度に2人までの友人しか招かなかったという。
邸宅以外では50万ポンドを費やして各地にコテジを建て、さらにその約半分の金額を投じて排水路、道路、橋を建設した。教会に対しても出資して自領に教会を5つ、牧師館を6つ建て、さらに教会を5つ建てるための資金を寄付した。このほか、水兵への援助を目指す基金の寄付もした。

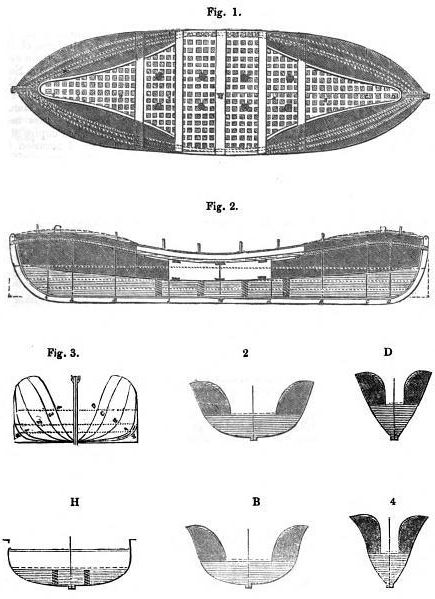
ジェームズ・ビーチングの設計に基づき実際に建造された救難艇の設計図。

1851年に200ポンドの賞金（モデルに100ポンド、実際の建造に100ポンド）を出して、救難艇の設計を募集した。全世界から280のモデルが集まり、その多くが同年のロンドン万国博覧会で展示された。うちジェームズ・ビーチングの設計は救難艇が傾いても自動的に復元する（self-righting）機能を持ち、優勝を果たした。この募集は王立救命艇協会で救命艇が実用化されるきっかけとなった。公爵自身もホークスリー救命艇基地、タインマウス救命艇基地、カラーコーツ救命艇基地、ニュービギン＝バイ＝ザ＝シー救命艇基地の設立に関わり、ウィットビー、タインマウス、パーシー・メイン、ノース・シールズで海員や漁民の子女向けの学校建設に出資した。
このようなふるまいにより、1852年の海軍大臣就任中には同僚から「ドージェ」と揶揄された。もっとも、パーシー家は代々無冠のノーサンバーランド王として扱われており、4代公となったパーシーにも「アルジャーノン善良公」（Algernon the Good）のあだ名がつき、『オックスフォード英国人名事典』でも「領地と家系だけでなく、その善行をもって自身の地位を勝ち取った」と評価された。

### 政界にて
1816年に男爵に叙されたことで貴族院議員には就任したが、発言することは稀であり、実際に政界入りといえるのは1847年の公爵位継承以降である。
第1次ダービー伯爵内閣が成立すると、1852年2月27日に枢密顧問官に任命され、3月2日に海軍大臣に任命された。同1852年に短期間ローンストン城代、錫鉱区副長官を務めた。

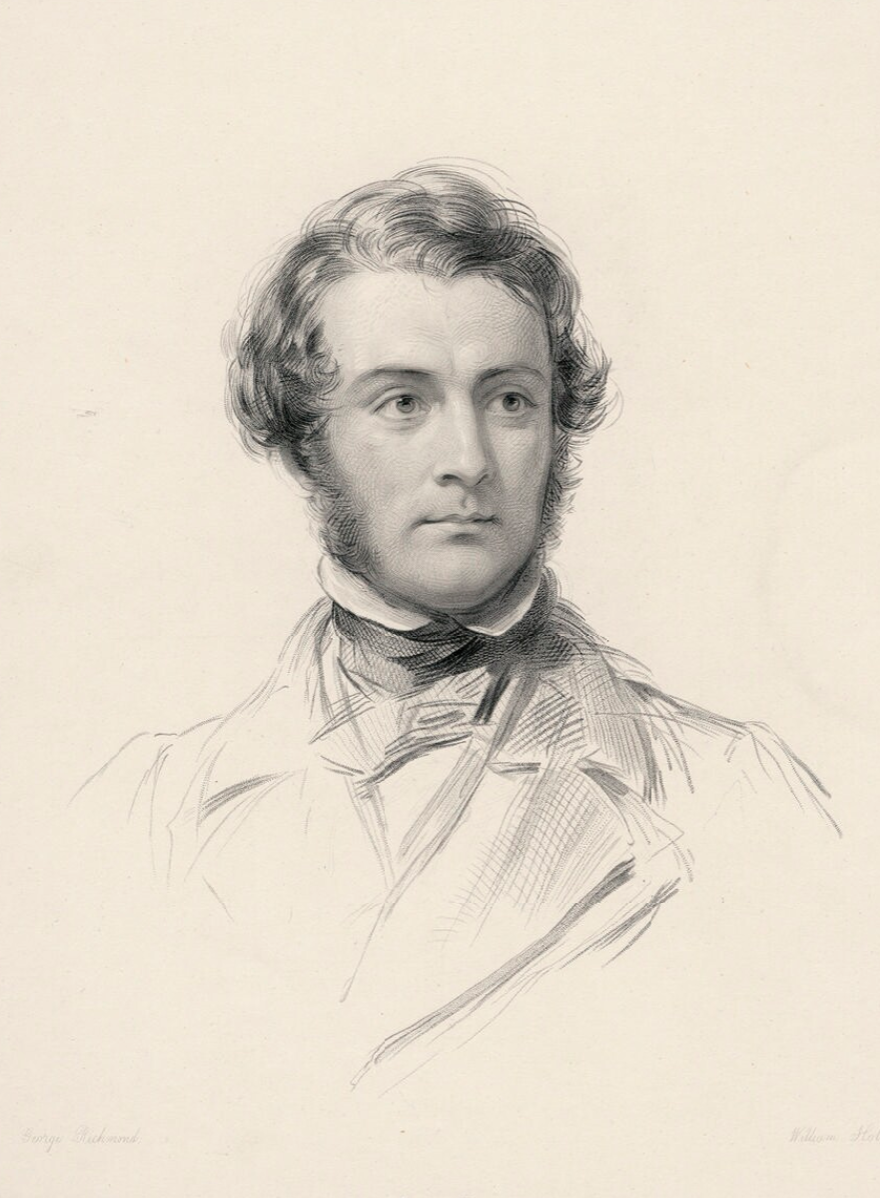
部下の海軍本部政務次官オーガスタス・スタッフォード。

保守党内閣だったが、公爵は自身を無党派の海軍軍人と考えており、ヴィクトリア女王も手紙で「官職に就任した人々のうち、保護貿易派でないのはノーサンバーランド公爵だけ」と述べた。もっとも、部下である海軍本部政務次官オーガスタス・スタッフォードは政府によるパトロネージ（後援）を保守党の利益のために使うべきと考え、スティーブン・ラッシントン海軍大佐の起用をめぐり公爵と衝突した。スタッフォードはラッシントンの起用を党派でなく能力に基づくとし、海軍本部によるパトロネージの乱用を指摘したが、公爵自身は「確実に保守党に属する人物」を任命した、すなわち党派に基づき起用したと考え、「でなければラッシントン大佐は私が採用するような士官ではない」と判断した。
公爵は海軍大臣の在任中に蒸気船の採用を推進した。しかしこれは内閣が倒れる要因の1つにもなり、公爵が蒸気船採用のために海軍予算の80万ポンド増額を堅持した結果、財務大臣ベンジャミン・ディズレーリの「ぐらついている」予算案に穴が開く形となった。
内閣は1853年1月に総辞職して、公爵も海軍大臣を退任した。1853年1月19日、ガーター勲章を授与された。この経験で党派政治に嫌気が差した公爵は二度と官職に就任しなかった。

### 死去

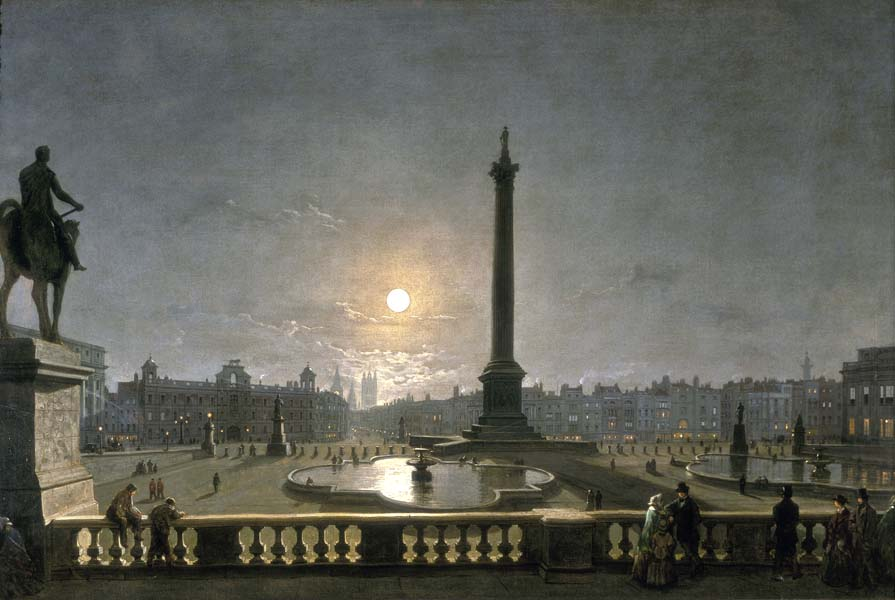
『月下のトラファルガー広場』、ヘンリー・ペザー画、1865年ごろ。左側の邸宅がノーサンバーランド・ハウスである。

1865年2月12日に痛風によりアニック・カースルで死去した。遺体はアニック・カースルで2日間一般公開され、現地の借地人や有力者が訪れた。その後、遺体は特別列車でロンドンに運ばれ、ノーサンバーランド・ハウスで再び一般公開された。2度目の一般公開はチケットを持つ5,000人のみ入場が許された。2度目の一般公開の後、遺体は25日にウェストミンスター寺院のパーシー・チャペルに埋葬された。
プラダ男爵位は廃絶、パーシー男爵位は姉の息子にあたる第7代アソル公爵ジョン・ステュアート＝マレーが、ノーサンバーランド公爵位は叔父の息子にあたる第2代ビヴァリー伯爵ジョージ・パーシーが継承した。未亡人となった公爵夫人イリナはスタンウィック・ホールとそれに付随する領地5,000エーカーを与えられ、イリナは1911年に死去するまでそこに住んだ。

## 家族

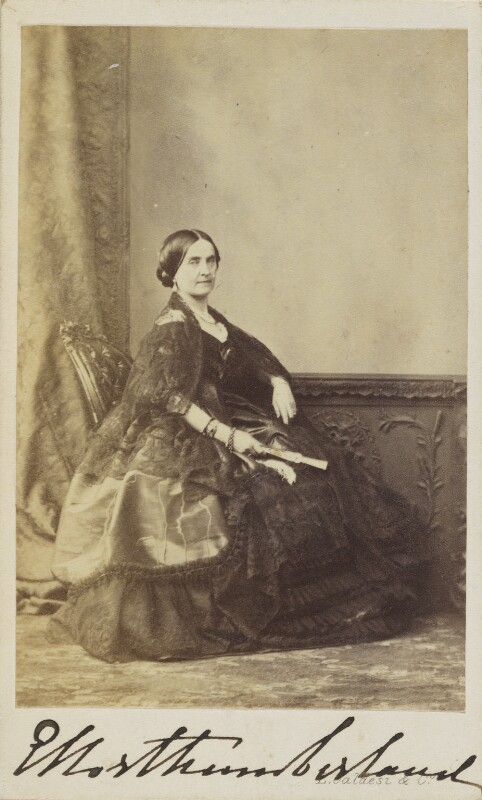
ノーサンバーランド公爵夫人イリナ。レオニーダ・カルデシ（Leonida Caldesi）撮影、1860年代または1870年代。

1842年8月25日、イリナ・グローヴナー（1820年10月22日 – 1911年5月4日、第2代ウェストミンスター侯爵リチャード・グローヴナーの娘）と結婚したが、2人の間に子供はいなかった。ロバート・ピールは1843年の手紙でイリナを「かなり家庭的な見た目で、背がとても低い」と形容した。